# 劳伦氏壶腹

鲨鱼頭部的体侧线管以及Electroreception

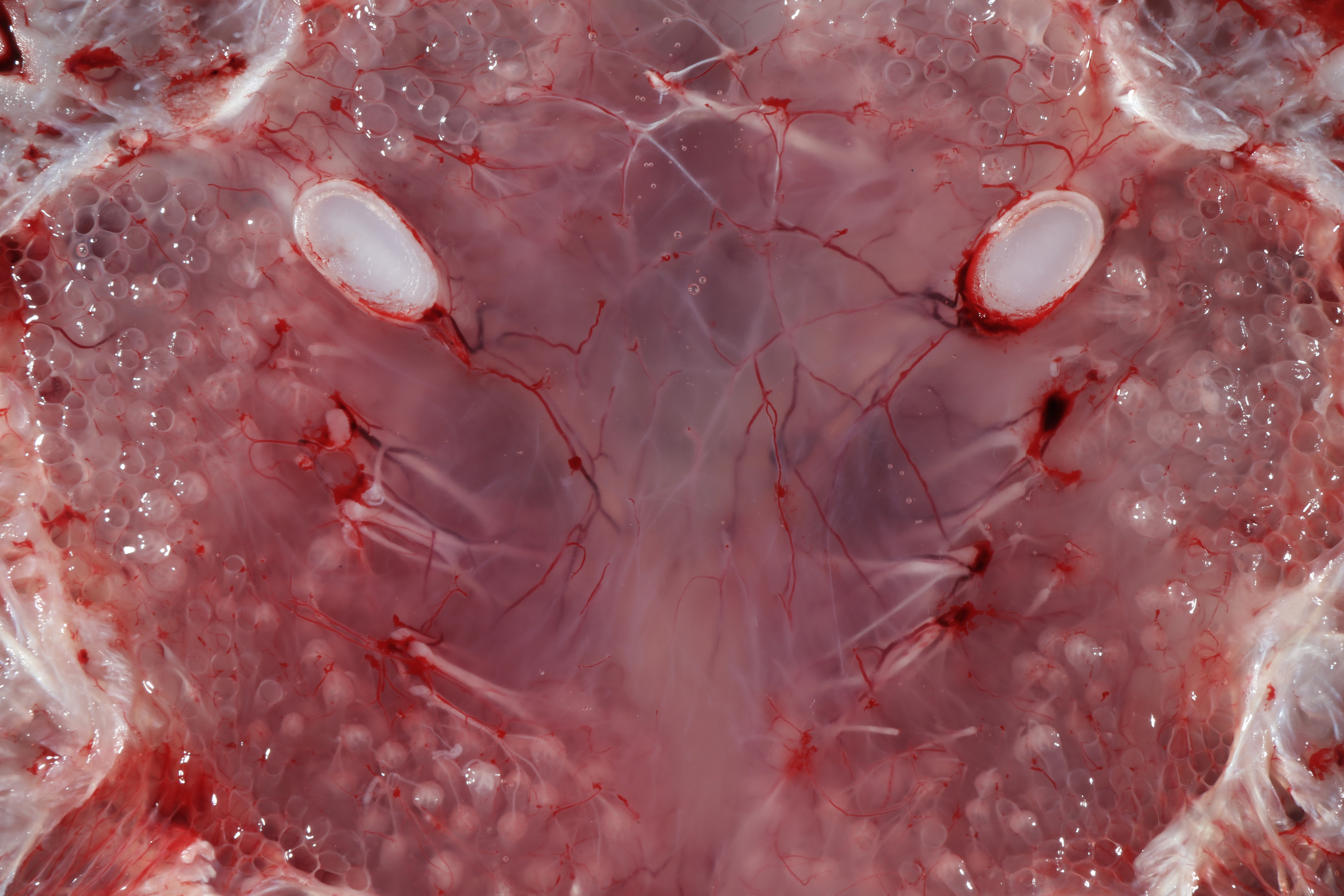
劳伦氏壶腹的內部

劳伦氏壶腹（ampullae of Lorenzini）是一種稱為電感受器的特殊器官，是內部填充糊狀物質的空隙。軟骨魚綱（鲨鱼、鳐总目、银鲛目）魚類體內有劳伦氏壶腹，而在软骨硬鳞附类中也有劳伦氏壶腹，例如蘆鰻及鱘科。在肺鱼亚纲內也曾找到此一器官，真骨类有演化出另一種電感受器。劳伦氏壶腹最早是由斯特凡諾·勞倫齊尼在1678年發現。

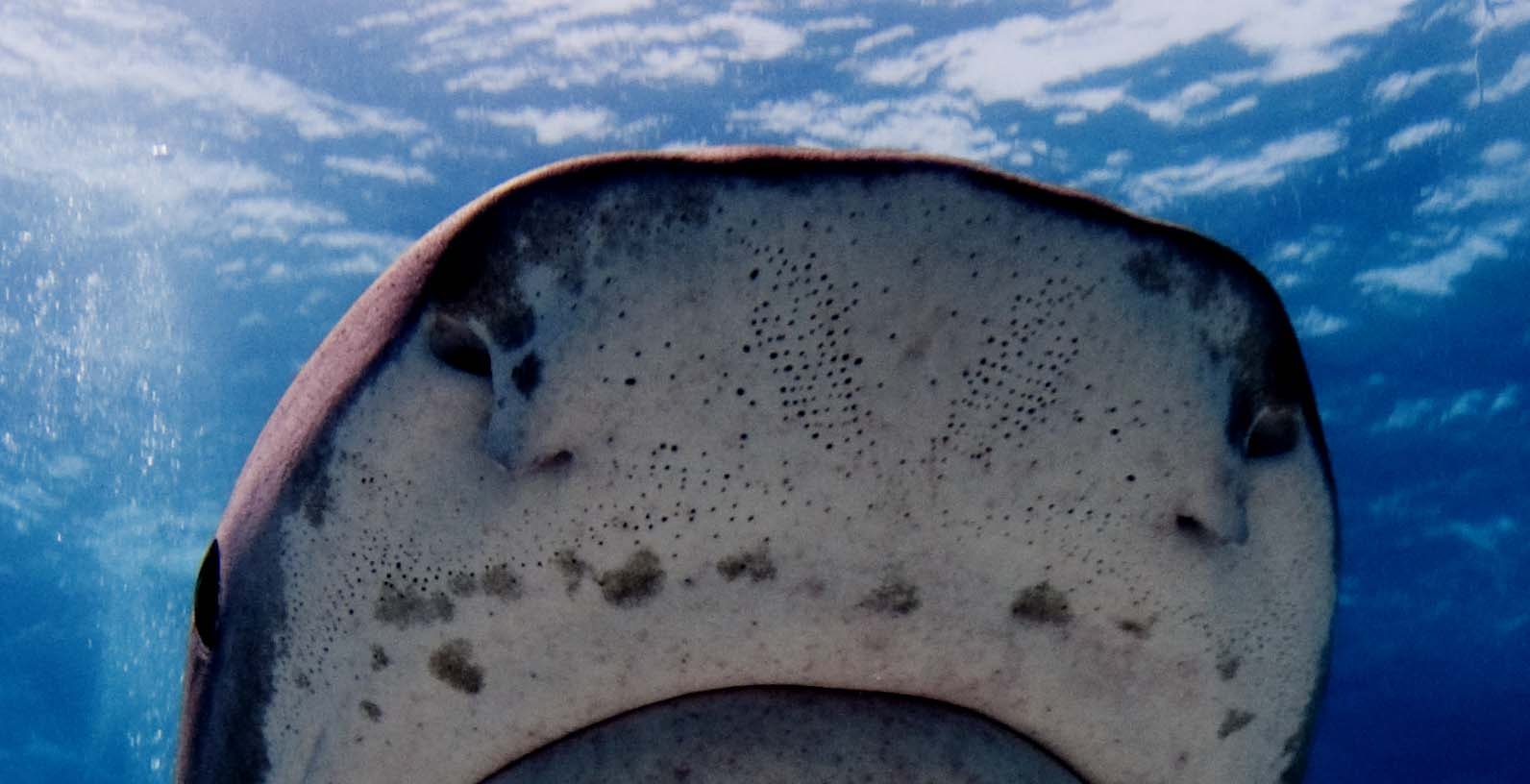
鼬鯊壶腹的開口

這些感覺器官讓魚類可以感知水中的電場。每個壶腹都有許多充滿糊狀物質的細管，透過体侧线在皮膚上有開口，另一端則會連結到一個充滿糊狀物質的囊中。壶腹會成群的分佈在體內，每一群會連接到不同部位的皮膚，不過會維持左右對稱。壶腹管的長度隨動物而不同，不過同一物種大致會有相同的特性。壶腹在皮膚表面的開孔會是明顯可見的黑點。壶腹讓魚類可以感知電場、磁場及溫度梯度等。

## 歷史
马尔切洛·马尔皮吉曾經描述過劳伦氏壶腹，後來具體的敘述是在1679年由義大利外科醫師及魚類學家斯特凡諾·勞倫齊尼提出，不過還不知道其功能。20世紀初的电生理学實驗推測劳伦氏壶腹可以感測溫度、力學的壓力，也可能可以感測鹽度。1960年時才確認劳伦氏壶腹是可以感測電場的特殊感覺器官。最早有關鈣活化鉀離子通道的敘述中，有些就是以鳐科劳伦氏壶腹的研究為基礎的。